# 木村秀美
木村 秀美 (きむら ひでみ) は、日本の財務官僚。国税庁調査査察部長、女性初の大阪国税局長等を経て、女性初の財務省本省局長級として財務総合政策研究所長。

## 人物
1990年東京大学教養学部教養学科国際関係論分科卒業後、財務省入省。1994年デューク大学Fuqua School of Business経営学修士課程修了。
1994年財政金融研究所研究部、1997年大蔵省大臣官房文書課課長補佐、1997年藤枝税務署長、1998年大蔵省大臣官房政策金融課課長補佐、2000年世界銀行、2005年経済産業研究所研究員、2007年財務省大臣官房文書課業務企画室課長補佐。
2011年財務省大臣官房企画官、2013年内閣府経済社会システム担当政策統括官付参事官 (財政運営基本担当) 。2014年東京国税局課税第一部長、2015年財務省理財局国有財産調整課長、2016年財務省理財局国庫課長、2018年財務省大臣官房会計課長、2019年財務省大臣官房参事官兼会計課長、2020年国税庁長官官房審議官、2021年国税庁調査査察部長、2023年関東信越国税局長。2024年大阪国税局長。
2025年財務総合政策研究所長兼会計センター所長。